# Phenacodontidae
De Phenacodontidae is een familie van primitieve, uitgestorven hoefdieren die behoren tot de orde Condylarthra. De phenacodontiden worden beschouwd als de voorouders van de onevenhoevigen.
Tetraclaenodon uit het Vroeg-Paleoceen is het oudst bekende geslacht uit de Phenacodontidae. 
Het geslacht Phenacodus geldt als de bekendste vertegenwoordiger en tevens naamgever van de familie. Dit hoefdier had het formaat van een schaap en Phenacodus was gedurende het Laat-Paleoceen en Vroeg-Eoceen zeer algemeen in Noord-Amerika, wat blijkt uit fossiele vondsten. In Europa kwam Phenacodus een stuk minder voor. Phenacodus leek in bepaalde opzichten sterk op zijn afstammeling, het oerpaardje Hyracotherium. Het had langere poten dan primitieve condylarthen en de vijf tenen waren gehoefd. Bovendien waren de eerste en vijfde teen gereduceerd. Een primitief kenmerk van Phenacodus was de lange, zware staart.